# Mario Gavilán
José Mario Gavilán (Junín, Argentina; 24 de mayo de 1940-13 de agosto de 2010) fue un exitoso periodista argentino conocido como El Padre de los Noticieros por sus aportes a la modernización de los formatos informativos argentinos.

## Biografía
Comenzó su carrera en televisión en 1969 como redactor en jefe del noticiero del “Reporter Esso”, por Canal 11, lugar en el que ejerció después como director general de Noticias. También fue director general de Noticias y de Eventos Especiales de Canal 13; Director de Noticias de Canal 9; Director de Noticias de Radio El Mundo; Director de Noticias de Canal 2 de La Plata; Interventor General de Canal 7 (ATC Argentina Televisora Color); director general de Noticias de Radio América; Director Periodístico de Multimedios América; y creador y cofundador del canal de noticias Crónica TV. 
Le pertenecen grandes éxitos informativos como "Realidad" y "Buenas Noches Argentina", ambos emitidos por Canal 13.
Pese haber nacido en el seno de una familia de clase obrera, con mucho esfuerzo pudo cursar la carrera de Periodismo en la Universidad Nacional de La Plata y egresar como integrante de la primera camada de periodistas que esa casa de estudios promovió a principios de la década del sesenta.
Gavilán se inició como periodista en el diario El Argentino de La Plata. Al poco tiempo realizaba colaboraciones para la sección de Deportes del La Razón siguiendo la campaña del club de fútbol Estudiantes de La Plata. 
Más tarde se trasladó a Buenos Aires y trabajó bajo las órdenes del legendario periodista Félix Hipólito Laiño. Tras varias temporadas en ese vespertino, decidió pasarse a un nuevo formato muy prometedor por entonces: la televisión y las noticias televisadas. 
Fue el creador de famosos noticieros a principios de los años ochenta, como la saga de "Realidad" y "Buenas Noches Argentina" por Canal 13; y "Teledos Informa" por Canal 2 de La Plata.
Una de sus características profesionales fue la de valorar el trabajo de los camarógrafos, a quienes otorgaba un lugar de importancia al momento de realizar las notas. Consideraba que una nota podía prescindir de un cronista, pero nunca de la imagen aportada por el camarógrafo. "Sin imagen no hay televisión... hay radio", comentaba con frecuencia.
Su mayor hito fue la creación, junto a Héctor Ricardo García, del canal de noticias Crónica TV, que revolucionó el modo de realización y transmisión de noticias, al poner en el aire en vivo material en crudo. Creó así un espacio visual que pretendió ser una ventana abierta a la realidad.
Murió el 13 de agosto de 2010 en la ciudad de Buenos Aires, víctima de una repentina enfermedad.
- Datos: Q2876273